# Joaquín Villalobos Huezo
Joaquín Villalobos Huezo (* 1951 in San Salvador) alias René Cruz und Comandante Atilio ist ein salvadorianischer Politiker. Er war Befehlshaber des Ejército Revolucionario del Pueblo (ERP) in El Salvador.

## Eintritt in die Guerilla
Joaquín Villalobos ist der Sohn eines Druckereibesitzers. Seinen Bruder Luís ließ die Policía de Hacienda am 30. September 1982 „verschwinden“. Villalobos machte sein Abitur am Liceo Salvadoreño, einer Schule der Maristen-Schulbrüder. An der Universidad de El Salvador studierte er Betriebswirtschaftslehre. Mit anderen politisch radikalisierten Studenten schloss Villalobos sich ab 1971/1972 dem Ejército Revolucionario del Pueblo (ERP) an. Das ERP war eine durch Entführungen und erpresste Lösegelder wirtschaftlich erfolgreiche Guerilla. U.a. wurde 1977 der Unternehmer Roberto Poma vom ERP entführt und anschließend ermordet.

## Der Mord an Roque Dalton
Der Dichter Roque Dalton kam zum ERP, nachdem die Fuerzas Populares de Liberación (FPL), eine von Salvador Cayetano Carpio gegründete konkurrierende Guerillagruppe, ihn abgewiesen hatte. Zu seinen Aufgaben gehörte die ideologische Schulung der Mitglieder des ERP. In dieser 
„Revolutionären Volksarmee“ geriet der undogmatische Dalton jedoch bald mit der marxistischen Führung aneinander. Am 13. April 1975 wurden Roque Dalton und Armando Arteaga im Haus von Lil Milagro Ramírez, einer Cousine von Villalobos und Gefährtin von Dalton, in der Colonia Santa Cristina im Barrio Santa Anita gefangen genommen. Man unterstellte Dalton, die Organisation spalten zu wollen. Villalobos und Edgar Alejandro Rivas Mira, der damalige „Comandante“ des ERP, fällten über Roque Dalton das Todesurteil, Fermán Cienfuegos, der die Rolle des „Pflichtverteidigers“ spielte, stimmte dagegen. Am 10. Mai 1975 wurde Roque Dalton von Joaquín Villalobos erschossen.
Nach der Ermordung von Roque  Dalton spaltete sich eine Gruppe um Fermán Cienfuegos und Lil Milagro Ramírez als Resistencia Nacional ab.

## Mitgründer des FMLN
Villalobos stieg 1977 zum „Comandante“ des ERP auf. Sein Mitstreiter Edgar Alejandro Rivas Mira wurde aus dem ERP ausgeschlossen. Einem Gerücht zufolge lebt er in Italien, wahrscheinlicher scheint, dass er erschossen wurde. Villalobos führte den ERP in den 1980 gegründeten Frente Farabundo Martí para la Liberación Nacional (FMLN) und wurde zu einem der maßgeblichen Strategen des FMLN. Als Delegierter des FMLN war er an den Verhandlungen zum 1992 im Schloss Chapultepec geschlossenen Friedensabkommen beteiligt.
Obgleich die nach dem Friedensschluss eingesetzte Wahrheitskommission empfohlen hatte, Villalobos solle sich angesichts seiner in der Guerilla verübten Verbrechen für zehn Jahre aller öffentlicher Ämter enthalten, versuchte Villalobos, in der Politik des „neuen“ El Salvador mitzuspielen. Doch sein im März 1995 gegründeter Partido Demócrata (PD – Demokratische Partei) löste sich schon im April 1996 wieder auf.

## Politikberater
Von 1995 bis 1999 studierte Villalobos in Oxford. Anschließend war er als Politikberater tätig, u. a. bei Friedensgesprächen nach Bürgerkriegen. In Mexiko beriet er die Regierung Ernesto Zedillo Ponce de León bei der asymmetrischen Kriegsführung gegen das Ejército Zapatista de Liberación Nacional.
Joaquín Villalobos lebt mit seiner Familie in Oxfordshire.

## Prozess gegen die Mörder von Roque Dalton
Das Strafverfahren wegen Mordes gegen Villalobos und den mitangeklagten Jorge Meléndez wurde durch ein Gericht in San Salvador am 9. Januar 2012 aufgrund von Verjährung eingestellt. Villalobos hatte 1993 ihre Beteiligung an der Ermordung von Roque Dalton gestanden.